# Clarence Rodriguez
Clarence Rodriguez est une journaliste indépendante française spécialiste de l’Arabie saoudite. 

## Biographie
Pendant douze ans, jusqu’en 2017, Clarence Rodriguez est la seule journaliste accréditée permanente de l’Arabie saoudite où elle couvre l’actualité pour de nombreux médias français, suisse et canadien. Elle travaille pour France Info, France Inter, France Culture, RFI, Elle, BFM TV, France TV, TV5 Monde, la Radio suisse romande et Radio Canada,,,,.
Elle publie en 2014 La Révolution sous le voile, une série de portraits de saoudiennes qui essaient de faire avancer la cause des femmes dans leur pays,.
Elle réalise en 2015 le documentaire Arabie saoudite, paroles de femmes sur des femmes exerçant un métier inattendu. Il est diffusé sur France 5 puis adapté en livre,,.

## Publications
- Clarence Rodriguez, La Révolution sous le voile, 2014 (ISBN 978-2-7540-5698-4 et 2-7540-5698-X, OCLC 890097969, présentation en ligne)
- Clarence Rodriguez, Arabie saoudite 3.0 : paroles de la jeunesse saoudienne (ISBN 978-2-36760-108-3 et 2-36760-108-9, OCLC 1014021869, présentation en ligne)

## Filmographie
2015 : Arabie saoudite, paroles de femmes, diffusé sur France 5 